# Нетаньяху, Элиша
Элиша Нетаньяху (ивр. אלישע נתניהו‎; 21 декабря 1912 — 3 апреля 1986) — израильский математик, специалист по комплексному анализу и профессор математики в Технионе.

## Биография
Элиша Нетаньяху (Милейковский) родился 21 декабря 1912 года в Варшаве (тогда Российская Империя, ныне Польша) у супругов Сары (урождённой Лурье) и раввина Натана Милейковского, уроженца местечка Крево Ошмянского уезда. Отец был известным оратором и общественным деятелем сионизма. В 1920 году его семья репатриировалась в Эрец Исраэль. Обучался в школе «Реали» в Хайфе, закончив её в 1930 году. В 1935 году вернулся в эту школу в качестве преподавателя математики.
Обучался в Еврейском университете в Иерусалиме, где защитился на бакалавра, магистра (1935) и доктора (1942) под руководством Беньямина Амиры и Михаэля Фекете. Добровольцем вступил в Британскую армию, служил в Египте и Италии офицером в подразделении инженерных войск, специализируясь там на составлении карт, и в этой должности участвовал позднее также в Арабо-израильской войне.
С 1946 года — лектор в Технионе. В 1958 году повышен до титула профессора. В Технионе исполнял административные обязанности, в частности в качестве заведующего кафедрой математики, декана факультета наук и декана факультета математики. Кроме того, помогал в учреждении Университета им. Бен-Гуриона в Негеве.
В 1953 году взял длительный отпуск, во время которого предпринимал визиты в Стэнфордский университет (1953—1954 гг.), Курантовский институт математических наук (в 1961 г.), Университет Нью-Мексико (1969 г.), Мэрилендский университет в Колледж-Парке (1973 г.), Швейцарскую высшую техническую школу Цюриха (1979 г.).
С 1980 г. Нетаньяху уволился из Техниона и переехал в Иерусалим, где проживал до конца жизни. Умер от рака 3 апреля 1986 г.
На протяжении своей профессиональной деятельности сотрудничал с Палом Эрдёшем, Чарлзом Лёвнером и другими выдающимися математиками.

## Лекции в память Элиши Нетаньяху
С 1987 года семьёй Нетаньяху совместно с известными учёными-математиками в Технионе ежегодно организовываются памятные лекции в память Элиши Нетаньяху, первым на которых выступил Пал Эрдёш. В следующие годы докладчиками выступали Ларс Алфорс, Роберт Ауманн, Липман Берс, Энрико Бомбьери, Чарлз Фефферман, Самуэль Карлин, Давид Каждан, Луис Ниренберг, Теренс Тао, Венделин Вернер и Дон Цагир.

## Семья
Элиша Нетаньяху приходится братом Бенциону Нетаньяху, отцу главы правительства Израиля Беньямина Нетаньяху.
В 1949 году женился на Шошане Нетаньяху, своей бывшей студентке в Реали, позже ставшей второй женщиной-судьёй Верховного суда Израиля. В браке у них было двое детей — сыновья Натан Нетаньяху (р. 1952), профессор информатики в Университете имени Бар-Илана, и Дан Нетаньяху (р. 1954), специалист по информационным системам, генеральный директор компании IACS.